# Ruwe ijshaai
De ruwe ijshaai (Centroscymnus owstoni) is een vis uit de familie Somniosidae (volgens oudere inzichten de familie Dalatiidae) en behoort in elk geval tot de orde van doornhaaiachtigen (Squaliformes). De vis kan een lengte bereiken van maximaal 1,21 meter.

## Leefomgeving
De ruwe ijshaai is een zoutwatervis. De vis prefereert diep water en komt voor in de Grote en Atlantische Oceaan op dieptes tussen 100 en 1500 meter.

## Relatie tot de mens
De ruwe ijshaai is voor de visserij van beperkt commercieel belang. In de hengelsport wordt er weinig op de vis gejaagd.
Voor de mens is de ruwe ijshaai giftig om te eten.

## Voetnoten
1. ↑  (en) Ruwe ijshaai op de IUCN Red List of Threatened Species.